# Sylvie Neeman (Romascano)
Pour les articles homonymes, voir Neeman.
Sylvie Neeman (Romascano), née le 9 mai 1963, est une chroniqueuse et autrice suisse de livres pour la jeunesse.

## Biographie
Sylvie Neeman est née le 9 mai 1963, à Lausanne. Elle a effectué toute sa scolarité dans cette ville, jusqu'à l'université où elle a obtenu une licence en lettres (littérature, linguistique et philosophie). 
Après la naissance de ses enfants et une période dans l’enseignement, elle s'intéresse à la littérature pour la jeunesse et devient collaboratrice régulière de la revue Parole, qui est l'organe de l'Institut suisse Jeunesse et Médias. Elle en est la rédactrice responsable de 1999 à 2013. Depuis 2002, d'autre part, elle écrit tous les quinze jours des chroniques de littérature pour la jeunesse dans le supplément culturel du quotidien Le Temps (Samedi culturel). Elle effectue également, pendant trois ans et jusqu’à l’arrêt de l’émission, de brèves présentations d’ouvrages pour la jeunesse lors de l’émission radiophonique de la RTS La Smala.
Elle est par ailleurs l'autrice d'un roman pour les adultes, de plusieurs nouvelles dans des ouvrages collectifs et de cinq albums pour les enfants. Deux de ses albums sont illustrés par l'illustratrice belge Ingrid Godon, Quelque chose de grand en 2012, et Le petit bonhomme et le monde en 2016, et sont tous deux « Coup de cœur » du Centre national de la littérature pour la jeunesse (BnF),. Le premier figure dans  la liste internationale « Honour List » 2014 de l'IBBY.
En 2020 elle publie  Toute une vie à écrire : Corinna Bille, sur la vie de l'autrice suisse S. Corinna Bille (1912-1979).

## Ouvrages
- Rien n'est arrivé, éditions Denoël, Paris, 2001 (Paru en Zoé poche en 2011)
- Mercredi à la librairie, illustrations d’Olivier Tallec, Sarbacane, 2007
- Il faut le dire aux abeilles, photographies de Nicolette Humbert, La Joie de Lire, 2011
- Quelque chose de grand, illustrations d’Ingrid Godon, La Joie de Lire, 2012
- La mer est ronde[7], illustrations d’Albertine, La Joie de lire, 2015
- Le petit bonhomme et le monde, illustrations d’Ingrid Godon, La Joie de lire, 2016
- Ils arrivent ![8], illustrations d’Albertine, la Joie de lire, 2018
- L'homme qui faisait peur aux oiseaux, illustrations de Pierre Pratt, la Joie de lire, 2018
- Le voyage au bord du monde, Éditions Mango, 2018
- Toute une vie à écrire : Corinna Bille[6], illustrations d'Albertine Zullo, la Joie de lire, 2020
- Les mystères du temps, illustrations de Rémi Farnos, la Joie de lire, 2021
- Monsieur Paul et le poisson Alfred, illustrations de Serge Bloch, l'École des loisirs, 2022

## Prix et distinctions
- (international) « Honour List » 2010[9] de l'IBBY, catégorie Auteur, pour Mercredi à la librairie (illustré par Olivier Tallec)
- (international) « Honour List » 2014[5] de l'IBBY, catégorie Auteur, pour Quelque chose de grand (illustré par Ingrid Godon).
- (international) « Honour List » 2022[10] de l'IBBY, catégorie Auteur, pour Toute une vie à écrire (illustré par Albertine Zullo).